# Estación Chahuilco
Chahuilco es una estación de ferrocarriles ubicada en la comuna chilena de Río Negro de la Región de Los Lagos, que es parte de la Línea Troncal Sur. No existen servicios que se detengan en esta estación.

## Historia
Con la llegada del ferrocarril hasta Osorno, los planes de potenciación de la economía y conexión nacional llevan a continuar la extensión del ferrocarril desde la estación Osorno hasta la localidad de Puerto Montt. Las obras iniciaron en junio de 1907; el primer convoy de pasajeros que operó entre Osorno y la Estación Puerto Montt operó el 23 de julio de 1912, para inaugurarse oficialmente el servicio de Iquique hasta la ciudad de Puerto Montt el 23 de noviembre de 1913.
Durante la década de 1960 la estación prestó servicios de pasajeros.
Actualmente la estación no presta ningún servicio. La estación sigue en pie, y es utilizada como residencia privada; además se encuentran presentes los andenes.